# Krypteria
Krypteria ist eine deutsche Rock-/Symphonic-Metal-Band aus Aachen, die 2003 als Musical-Projekt gegründet wurde. Seit 2005 ist sie als Metal-Band unterwegs.

## Geschichte

### Musical-Projekt (2003–2005)
Krypteria wurde 2003 als Musical-Projekt vom Produzenten und Gitarristen Christoph Siemons, dem Autor Wolfgang A. Link und dem Schlagzeuger und Sänger Michael „S.C.“ Kuschnerus gegründet. Zusammen mit den Sängern Sylvia González Bolívar, Mirko Bäumer, Katharina Debus, David Michael Johnson, Cosima Russo und dem Schauspieler Hans-Martin Stier entstand das Musical-Doppelalbum Krypteria, das die Erzählung einer fantastischen Liebesgeschichte musikalisch umsetzt. Am 25. Oktober 2003 trat Sylvia González Bolívar mit dem Titelsong des Albums Liberatio in der ARD-Samstagabendsendung Pisa – Der Ländertest von Jörg Pilawa vor über acht Millionen Fernsehzuschauern auf.
Nach der Flutkatastrophe vom 26. Dezember 2004 wählte die RTL-Senderfamilie den Song Liberatio in der Version mit Sylvia González Bolívar als Hintergrundmusik für ihren Spendenaufruf aus. Am 10. Januar 2005 erschien der Song als Benefiz-Single, die auf Platz 3 der deutschen Singlecharts einstieg. Alle Einnahmen aus dem Verkauf der Single flossen ebenfalls Hilfsorganisationen zu.

### Bandgründung (2005)

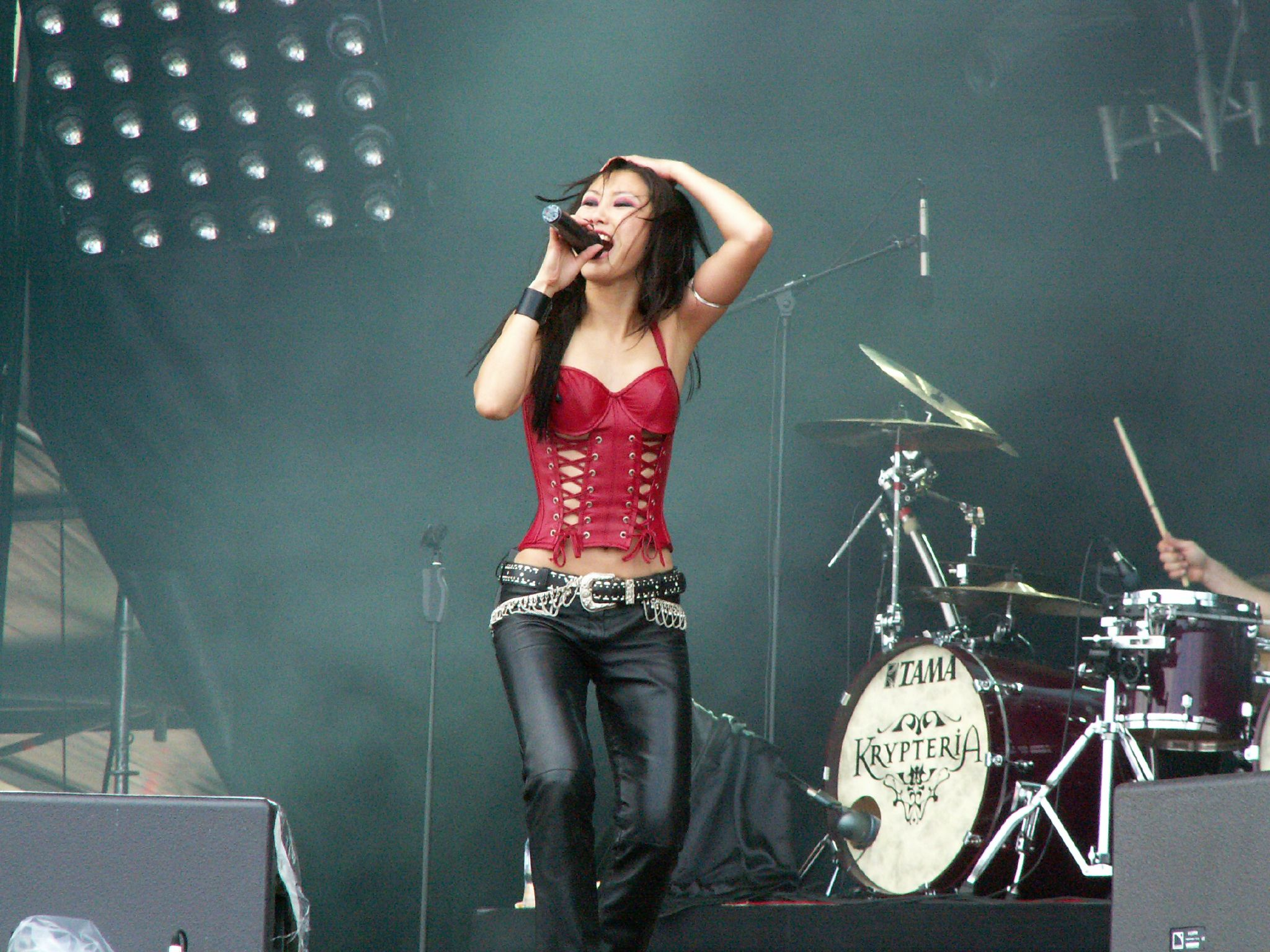
Ji-In Cho beim M’era Luna Festival 2007

Aufgrund des großen Erfolges der Single Liberatio formierte sich Anfang 2005 aus dem ehemaligen Musical-Projekt dann die Band Krypteria in der Besetzung Ji-In Cho als Sängerin, Christoph Siemons als Gitarrist, Frank Stumvoll als Bassist und S.C. Kuschnerus als Schlagzeuger. Mit Ji-In Cho wurde das Lied Liberatio zeitnah neu aufgenommen und ebenfalls veröffentlicht. Die Liberatio-Alben werden von der Band allerdings nicht mehr als Teil der offiziellen Diskografie betrachtet. Am 25. Juli 2005 erschien das erste Bandalbum In medias res. Anfang 2006 wurde dieses Album auch in Asien veröffentlicht, wo es Rang 1 der koreanischen Charts erreichte. Es enthält neben der Originalversion von Victoriam Speramus eine Version mit koreanischem Strophentext. Laut Angaben von Krypteria ist der Text inhaltlich jedoch identisch.
Krypteria steuerte den koreanisch gesungenen Titel Na Ga Ja als Supporterhymne für die koreanische Fußballmannschaft bei der Fußball-Weltmeisterschaft 2006 in Deutschland bei. Dieser Titel ist unter anderem auf der am 4. August 2006 erschienenen EP Evolution Principle vertreten.
Am selben Tag debütierte die Band beim Hard&Heavy-Festival Wacken Open Air. Wenige Wochen zuvor trat Krypteria als Vorband von Deep Purple für einige Deutschlandtermine im Rahmen ihrer Rapture-of-the-Deep-Welttournee auf. Im Dezember 2006 ging Krypteria mit Subway to Sally auf eine Deutschlandtournee.
Es folgten die Alben Bloodangel's Cry (Januar 2007) und My Fatal Kiss (August 2009).
Seit Anfang 2010 ersetzt Olli Singer den Gitarristen Chris Siemons bei allen Live-Auftritten. Siemons, der auf Grund von anhaltenden gesundheitlichen Problemen nicht mehr touren kann, bleibt jedoch weiterhin festes Bandmitglied.
Am 22. April 2011 erschien das Album All Beauty Must Die. Die erste Single hieß You Killed Me und erschien bereits am 3. März.
Am 13. Mai 2011 wurde anlässlich der deutschen Meisterschaft von Borussia Dortmund die Meisterhymne in Zusammenarbeit mit dem BVB-Jahrhundertchor veröffentlicht. Diese besteht aus zwei Liedern, welche bereits auf All Beauty Must Die erschienen waren und für die Meisterhymne mit neuen Texten unterlegt wurden.
In Anlehnung an ein Ende 2005 auf YouTube erschienenes Video des taiwanischen Gitarristen „JerryC“, der den Kanon in D-Dur von Johann Pachelbel neu arrangierte, veröffentlichten Krypteria am 22. Juli 2011 die Single Canon Rock.

### Inaktivität (2012)
Im August 2012 kündigte die Band an, aufgrund der Schwangerschaft von Sängerin Ji-In Cho eine Pause einzulegen.
Während der andauernden Inaktivität der Band bekam Bassist Frank Stumvoll im Jahr 2015 den Auftrag, einen Soundtrack für den deutsch-amerikanischen Thriller „Bad Trip“ zu komponieren und zu produzieren. Um den Auftrag zu erfüllen, holte er sich für dieses Projekt zur Unterstützung seine Weggefährten von Krypteria, S.C. Kuschnerus (Schlagzeug) und Olli Singer (Gitarre) dazu. Nachdem dann auch noch Sängerin Ji-In Cho zum Projekt dazu stieß, gründete man 2016 gemeinsam die Band „And Then She Came“, die am 24. Juni 2016 ihr gleichnamiges erstes Album veröffentlicht hat. Nach Mitteilung der Band handelt es sich nicht um eine Krypteria-Nachfolgeband und soll sich der Musikstil von dem von Krypteria unterscheiden. Während Krypteria im Bereich „Symphonic Metal“ unterwegs war, beschreibt „And Then She Came“ ihre Musik als „Modern Rock“.

## Das Musical
Das Musical Krypteria erzählt die Geschichte des jungen Liebespaares Erik (Mirko Bäumer) und Melissa (Katharina Debus), das von einem alten Mann ein Amulett bekommt. Kurze Zeit später wird Melissa getötet. Erik begibt sich in die Welt „Krypteria“, die Welt vor der endgültigen Erlösung (Magnavia). Dort warten hunderte Seelen darauf, endlich den Weg nach Magnavia zu beschreiten. Das Tor, an dem dieser Weg beginnt, wurde aber durch drei Flüche versiegelt, ausgesprochen von Vrakulus Mortok (Michael „S.C.“ Kuschnerus). Mit Hilfe des alten Mannes und der weisen Lisette (Sylvia González Bolívar) wollen sie diese Siegel brechen.
Jedoch ist dies nicht ganz einfach, denn die zunächst freundlich gestimmte Gula (Cosima Russo) läuft zu Vrakulus Mortok über. Jedoch enthüllt das Amulett des alten Mannes Bragu (David Michael Johnson), wie die Flüche gebrochen werden können. Und so beginnt eine zauberhafte Reise.

## Diskografie

### Musical-Alben
- Krypteria – 27. Oktober 2003 (Musical-Doppelalbum; Sony/BMG) (mit Sängerin Sylvia González Bolívar und anderen)
- Krypteria – Liberatio – 31. Januar 2005 ("Song Only"-Zusammenfassung des Musical-Albums)(Sony/BMG) (mit Sängerin Sylvia González Bolívar und anderen) + Bonustrack Liberatio MMV (mit Sängerin Ji-In Cho)

### Alben
- In Medias Res – 25. Juli 2005 (Synergy/EMI)
- Bloodangel's Cry – 19. Januar 2007 (Synergy/EMI)
- My Fatal Kiss – 28. August 2009 (Warner)
- All Beauty Must Die – 22. April 2011 (Liberatio Music GmbH)

### Singles und EPs
- Evolution Principle – 4. August 2006 (EP; Synergy/EMI)
- Somebody Save Me – 14. April 2007 (Single, Synergy/EMI)
- Meisterhymne – 13. Mai 2011
- Canon Rock – 22. Juli 2011